# 比加斯特罗
比加斯特罗，是西班牙巴伦西亚自治区阿利坎特省的一个市镇。总面积4km2，总人口5155人（2001年），人口密度1289人/km2。

## 友好城市
- 法國 勒维冈